# Lactarius indigo
Lactarius indigo é um fungo da família de cogumelos Russulaceae. Pode ser facilmente distinguido dos outros integrantes do gênero devido a sua característica cor azul. A espécie forma corpos de frutificação cujo tronco mede até 6 cm de altura. O píleo, o "chapéu" do cogumelo, é inicialmente convexo e com as margens enroladas para baixo, mas quando o fungo amadurece ele adquire um formato semelhante a um funil. Pode atingir 15 cm de diâmetro e sua superfície, pegajosa ao toque, tem faixas concêntricas com diferentes tons de azul. A face inferior do chapéu apresenta as lamelas. Inicialmente azuis, com o passar do tempo ficam mais pálidas e manchadas de verde pelo látex que escorre quando são danificadas.
A espécie foi descrita pela primeira vez em 1822 por Lewis von Schweinitz. A princípio batizada de Agaricus indigo, teve seu nome modificado para o atual em 1838 pelo sueco Elias Magnus Fries, considerado o "pai da micologia". O epíteto específico "indigo" é derivado da palavra latina que significa "azul índigo", uma referência à cor predominante do cogumelo. Vários nomes populares do fungo também remetem a esta característica, a exemplo de blue milk mushroom em inglês, e hongo azul em espanhol. A cor lhe é conferida pela presença do pigmento azuleno.
L. indigo é um cogumelo comestível, mas devido à textura granular da carne e sabor um pouco amargo e picante, sua qualidade gastronômica é considerada por alguns especialistas como "medíocre". Ainda assim, é um dos fungos mais tradicionais utilizados na culinária mexicana. Fica melhor preparado quando o cogumelo é cortado em fatias finas, e espécimes com grandes quantidades de látex podem ser usados para dar cor a marinadas. A cor azul desaparece com o cozimento e o fungo se torna acinzentado.
Na natureza, pode ser encontrado em todo o sul e leste da América do Norte, mas é mais comum ao longo da Costa do Golfo dos Estados Unidos, México e Guatemala. Também já foi coletado na China, Índia e França. Tal como um típico fungo micorrízico, forma uma relação simbiótica com várias espécies de árvores, especialmente betuláceas e pinheiros. Os cogumelos crescem sobre o solo de florestas, espalhados ou em grupos. Também são comumente vistos em áreas de planícies inundadas.

## Taxonomia e nomenclatura
A primeira descrição científica da espécie conhecida atualmente como Lactarius indigo foi feita pelo micologista norte-americano Lewis David von Schweinitz, numa publicação de 1822. Na época, o cogumelo recebeu o nome de Agaricus indigo. O fungo foi posteriormente transferido para o gênero Lactarius, em 1838, pelo cientista sueco Elias Magnus Fries, formando assim a nomenclatura binominal aceita na atualidade. O botânico alemão Otto Kuntze ainda viria a chamar a espécie de Lactifluus indigo no tratado Revisio Generum Plantarum de 1891, mas a mudança de nome sugerida não foi adotada por outros especialistas, sendo hoje considerado um sinônimo.
Os norte-americanos Hesler e Smith, em seu estudo de 1960 sobre as espécies de Lactarius da América do Norte, definiram L. indigo como a espécie-tipo da subseção Caerulei, um grupo caracterizado por ter tronco, látex e chapéu azuis. Em 1979, eles revisaram suas opiniões acerca da organização das subdivisões do gênero Lactarius, e decidiram classificar L. indigo no subgênero Lactarius, utilizando como critério a cor do látex e sua mudança de tonalidade observada após a exposição ao ar ambiente. Eles explicaram que "o desenvolvimento gradual da pigmentação azul para violeta, como um processo de espécie a espécie, é um fenômeno interessante que merece um estudo mais aprofundado. O clímax é atingido em L. indigo, que é todo azul. L. chelidonium e sua variedade chelidonioides, L. paradoxus, e L. hemicyaneus podem ser considerados como estágios intermediários ao longo do processo que culminou com o L. indigo".
O epíteto específico "indigo" é derivado da palavra latina que significa "azul índigo". Seus nomes populares em língua inglesa incluem indigo milk cap, indigo Lactarius, blue milk mushroom, e blue Lactarius. Na região central do México, é conhecido como añil, azul, hongo azul, zuin, e zuine; também é chamado de quexque (que significa "azul") nos estados de Veracruz e Puebla.

## Descrição
Como muitos outros cogumelos, Lactarius indigo se desenvolve a partir de um nódulo ou cabeça de alfinete que se forma dentro de um micélio, uma massa de células fúngicas filamentosas chamadas de hifas e que constituem a maior parte do organismo. Sob condições ambientais adequadas de temperatura, umidade e disponibilidade de nutrientes, as estruturas reprodutivas visíveis, os corpos frutíferos, são formados. O píleo ou "chapéu" do corpo frutífero, mede entre 5 e 15 cm de diâmetro, é inicialmente convexo e depois desenvolve uma depressão central; com o passar do tempo a região central se afunda ainda mais, assumindo quase que a forma de funil, com as bordas do chapéu voltadas para cima. A margem do píleo é enrolada para dentro quando jovem, mas se desenrola e se eleva à medida que o fungo amadurece. A superfície do píleo é azul índigo quando fresco, mas depois se desbota e fica cinzento-prateado pálido ou azul, ocasionalmente com manchas esverdeadas. Muitas vezes possui zonas, com linhas concêntricas alternando tonalidades mais pálidas e mais escuras, e o chapéu pode ter manchas em azul escuro, especialmente na margem. Píleos jovens são pegajosos ao toque.
A carne tem cor azul pálido, ficando lentamente esverdeada depois de exposta ao ar ambiente; seu sabor é suave a levemente acre. A carne do cogumelo inteiro é frágil, e o tronco se quebra se encurvado o suficiente. O látex exsudado a partir do tecido lesado é azul índigo, e o tecido danificado fica manchado com um tom esverdeado; tal como a carne, o látex tem uma sabor suave. Lactarius indigo é conhecido por não produzir látex em abundância, diferente do que acontece com muitas outras espécies de Lactarius, e espécimes mais velhos podem ser demasiados secos por produzir uma quantidade mínima de substância leitosa.
As lamelas do cogumelo variam de adnatas (diretamente ligadas ao tronco) a ligeiramente decorrentes (prolongando-se para baixo do comprimento da estipe), e estão dispostas bastante próximas umas das outras. Sua cor é azul índigo, ficando mais pálidas com o passar do tempo ou se manchando de verde quando danificadas. O tronco mede de 2 a 6 cm de altura por 1 a 2,5 cm de espessura, com o mesmo diâmetro em todo o seu comprimento ou às vezes mais estreito na base. Sua cor é azul índigo ao azul-prateado ou cinzento. O interior do tronco é sólido e firme inicialmente, mas desenvolve uma cavidade com a idade. Assim como o píleo, o tronco do cogumelo jovem é pegajoso ou viscoso ao toque, mas logo torna-se seco. Geralmente o tronco se liga ao chapéu na região central deste, embora essa junção possa também estar levemente deslocada lateralmente. Os corpos de frutificação L. indigo não têm um odor distinguível.

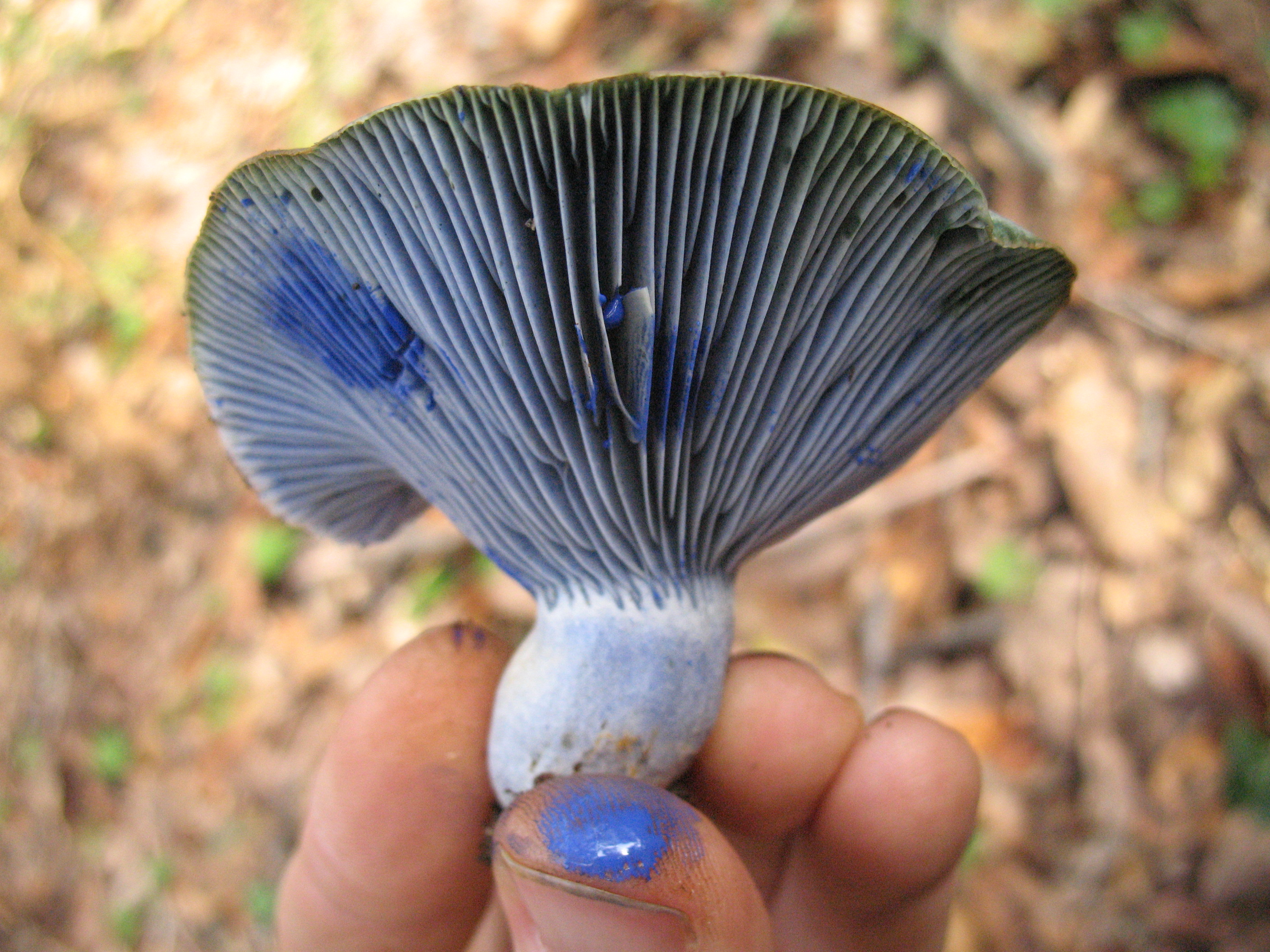
Quando danificado, o cogumelo libera um látex de cor azul.

Lactarius indigo var. diminutivus é uma variedade menor do cogumelo, com um diâmetro de chapéu entre 3 a 7 cm, e uma estipe mais baixa e mais fina, medindo 1,5 a 4 cm de comprimento e 0,3 a 1 cm de espessura. É frequentemente encontrado no estado norte-americano da Virgínia. Hesler e Smith foram os primeiros a descrever esta variedade, com base em espécimes coletados no condado de Brazoria, Texas. Eles descreveram seu habitat típico como "ao lado de um fosso lamacento sob gramíneas e ervas daninhas, [com] pinheiros nas proximidades".

### Características microscópicas
Quando vistos em massa, como numa impressão de esporos (técnica usada na identificação de fungos), os esporos aparecem de cor creme a amarela. Ao microscópio óptico, os esporos são translúcidos (hialinos), elípticos ou quase esféricos, com verrugas amiloides, e têm dimensões de 7 a 9 por 5,5 a 7,5 micrometros (µm). A microscopia eletrônica de varredura revela reticulações na superfície dos esporos. O himênio é a camada de tecido do corpo de frutificação que produz os esporos, e é composto por hifas que se estendem para as lamelas e acabam como células terminais. Vários tipos de células podem ser observadas no himênio, e elas possuem características microscópicas que podem ser usadas para ajudar a identificar o cogumelo ou diferenciar espécies nos casos em que os caracteres macroscópicos sejam ambíguos. Os basídios, as células portadoras de esporos, possuem quatro esporos cada e medem 37 a 45 µm de comprimento por 80 a 10 µm de largura no ponto mais largo. Os cistídios são as células terminais das hifas do himênio que não produzem esporos, e sua função é ajudar na dispersão dos esporos, além de manter a umidade favorável em torno dos esporos em desenvolvimento. Os pleurocistídios são os cistídios encontrados na face de uma lamela, medem 40 a 56 por 6,4 a 8 µm, e têm aproximadamente a forma de fuso e um ápice constrito. Os queilocistídios, localizados na borda das lamelas, são abundantes e medem 40 a 45,6 por 5,6 a 7,2 µm.

### Espécies similares
A cor azul característica do corpo de frutificação e do látex faz com que esta espécie seja facilmente reconhecível. Mas outros cogumelos do gênero Lactarius também possuem, pelo menos em parte ou em algum momento do seu estágio de desenvolvimento, uma tonalidade azulada. A exemplo do L. paradoxus, um fungo encontrado no leste da América do Norte, que possui um chapéu azul-acinzentado quando jovem, mas cujo látex e lamelas têm cor castanho-avermelhado ao roxo-marrom. L. chelidonium tem um chapéu amarelado a cinza-azulado e látex amarelado a marrom. A carne do píleo de L. quieticolor tem cor azul, mas no nível da base do tronco ela é laranja a vermelho-alaranjada. Apesar dos especialistas acreditarem que a coloração azul de L. indigo seja extremamente rara no gênero Lactarius, em 2007, cinco novas espécies com carne ou látex azulados foram relatadas a partir de espécimes encontrados na parte peninsular da Malásia, incluindo L. cyanescens, L. lazulinus, L. mirabilis, e mais duas espécies ainda não nomeadas.

## Comestibilidade

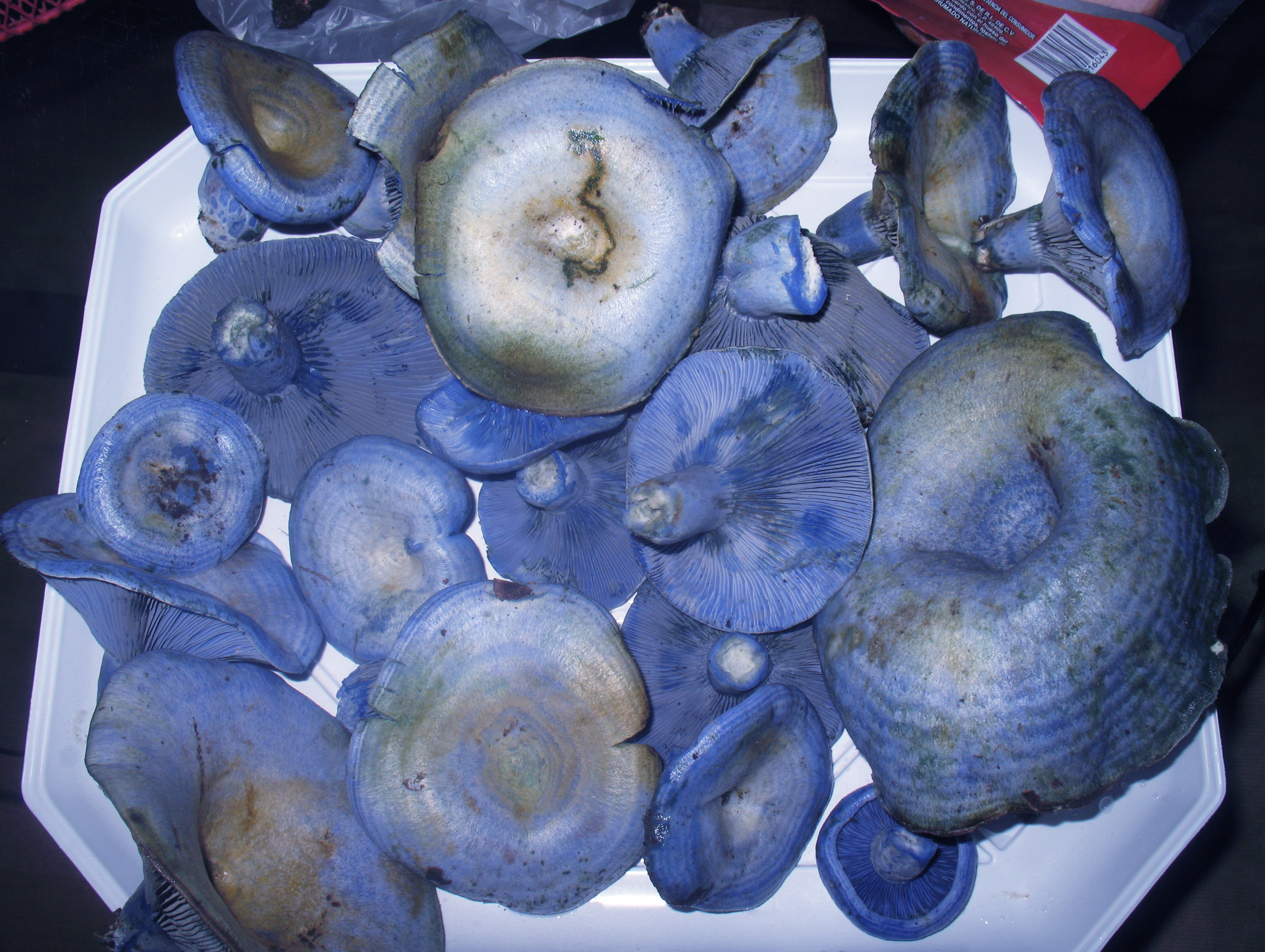
Vários cogumelos coletados em Jalisco, México.

Embora o Lactarius indigo seja bastante conhecido como uma espécie de cogumelo comestível, as opiniões dos especialistas variam quanto a conveniência de seu consumo. Por exemplo, o micologista norte-americano David Arora o considera de excelente comestibilidade, enquanto que um guia de campo sobre fungos do Kansas classifica a espécie como de qualidade gastronômica medíocre. Tem textura grosseiramente granulada, e o seu sabor é descrito como sendo um pouco amargo ou mesmo picante, mas às vezes é referido simplesmente como "suave". A carne, de consistência firme, fica melhor preparada cortando o cogumelo em fatias finas. A cor azul desaparece com o cozimento e o fungo torna-se acinzentado. Por causa da textura granular da sua carne, o cogumelo não se presta bem à secagem. Espécimes com grandes quantidades de látex podem ser usados para dar cor a marinadas.
No México, cogumelos silvestres de L. indigo são colhidos para serem vendidos em feiras de produtos agrícolas, geralmente entre os meses de junho a novembro; naquele país, é considerada uma espécie de "segunda classe" para consumo, embora seja um dos fungos mais tradicionais utilizados na culinária mexicana. O cogumelo também é vendido em mercados da Guatemala, de maio a outubro, e é uma das treze espécies de Lactarius vendidas em mercados rurais na província de Yunnan, no sudoeste da China.

### Composição química

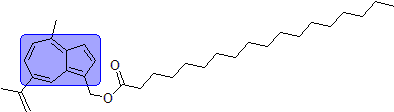
A molécula do pigmento azuleno possui uma porção (em destaque) que lhe confere a cor azul característica.

A análise química de espécimes coletados no México mostrou que L. indigo tem em sua composição 95,1% de água, 4,3 mg de lipídios por grama de cogumelo (mg/g) e 13,4 mg/g de proteínas. Há 18,7 mg/g de fibra dietética, quantidade muito maior em relação ao champignon, que contém 6,6 mg/g. Em comparação com outras três espécies de cogumelos comestíveis silvestres analisadas num mesmo estudo (Amanita rubescens, Boletus frostii e Ramaria flava), L. indigo apresentou o mais alto teor de ácidos graxos saturados, incluindo 32,1 mg/g de ácido esteárico; pouco mais da metade do teor total de ácidos graxos livres.
A cor azul do L. indigo é dada pelo (7-isopropenil-4-metilazuleno-1-il)metil estearato, um composto orgânico conhecido como azuleno. É exclusivo desta espécie, mas semelhante a uma substância encontrada no L. deliciosus.

## Distribuição, habitat e ecologia

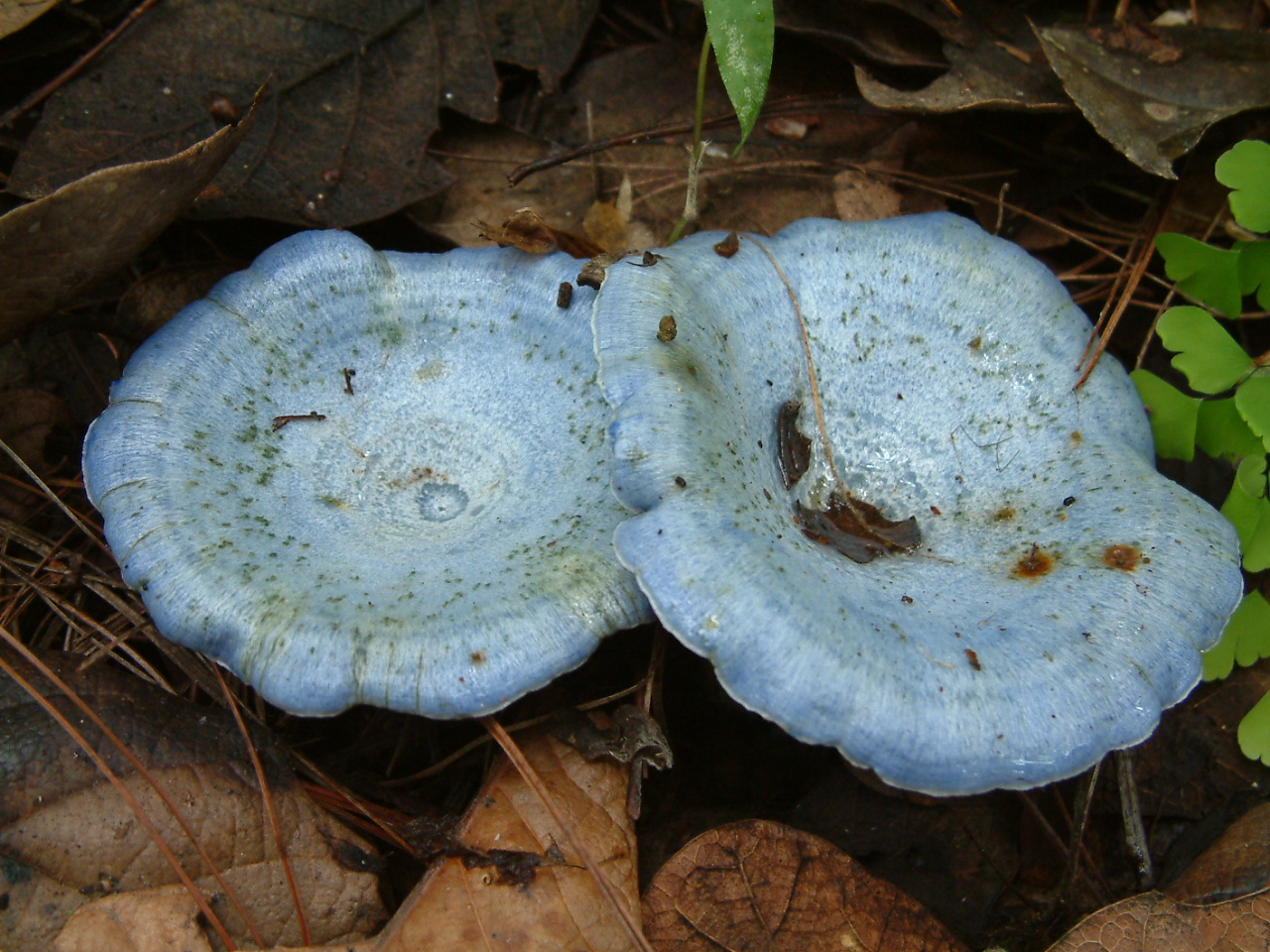
Dois espécimes numa floresta da Guatemala.

Lactarius indigo está distribuído em todo o sul e leste da América do Norte, mas é mais comum ao longo da Costa do Golfo dos Estados Unidos, México e Guatemala. Sua frequência de aparecimento nos Apalaches é descrita como "ocasional a localmente comum". O micologista David Arora ressalta que a espécie é encontrada associada ao pinheiro Pinus ponderosa no estado do Arizona, mas está ausente nas florestas desse tipo de árvore na Califórnia. O cogumelo também já foi coletado na China, Índia, Guatemala e Costa Rica (em florestas dominadas por carvalhos). Na Europa, até agora só foram encontrados no sul da França. Um estudo sobre o aparecimento sazonal de corpos de frutificação na floresta subtropical de Xalapa, no México, confirmou que a produção máxima coincide com a estação chuvosa, entre os meses de junho e setembro.
Ecologicamente, é um fungo micorrízico, assim como todas as espécies do gênero Lactarius. O cogumelo estabelece portanto uma associação simbiótica mutuamente benéfica com várias espécies de plantas. As hifas subterrâneas do fungo crescem com uma bainha de tecido ao redor das radículas de alguns tipos de árvores, formando as chamadas ectomicorrizas, uma associação íntima que garante ao cogumelo compostos orgânicos importantes para a sua sobrevivência oriundos da fotossíntese do vegetal. Em troca, o vegetal é beneficiado por um aumento da absorção de água e outras substâncias, pois o fungo produz enzimas que mineralizam compostos orgânicos e facilitam a transferência de nutrientes para a árvore.
Como reflexo de sua estreita relação com as árvores, os corpos frutíferos do L. indigo são normalmente encontrados crescendo sobre o solo, espalhados ou em grupos, tanto em florestas de decíduas como de coníferas. Eles também são comumente vistos em áreas de planícies que foram recentemente inundadas. No México, constatou-se que o cogumelo se associa com árvores da família das Betuláceas tais como Alnus jorullensis, Carpinus caroliniana, Ostrya virginiana e Liquidambar macrophylla, enquanto que na Guatemala está relacionado com Pinus pseudostrobus e outras espécies de pinheiros e carvalhos. Na Costa Rica, a espécie se associa com vários carvalhos nativos do gênero Quercus. Sob condições controladas de laboratório, L. indigo mostrou-se capaz de formar associações ectomicorrízicas com as espécies de pinheiros neotropicais Pinus ayacahuite, P. hartwegii, P. oocarpa, P. pseudostrobus, e também com alguns pinheiros da Eurásia a exemplo do pinheiro-de-alepo, pinheiro-larício, pinheiro-bravo e pinheiro-da-escócia.